# Vitus Lüönd
Vitus Lüönd (Zugo, 22 ottobre 1984) è un allenatore di sci alpino ed ex sciatore alpino svizzero specialista delle prove veloci, attivo principalmente in Coppa Europa.

## Biografia

### Carriera sciistica

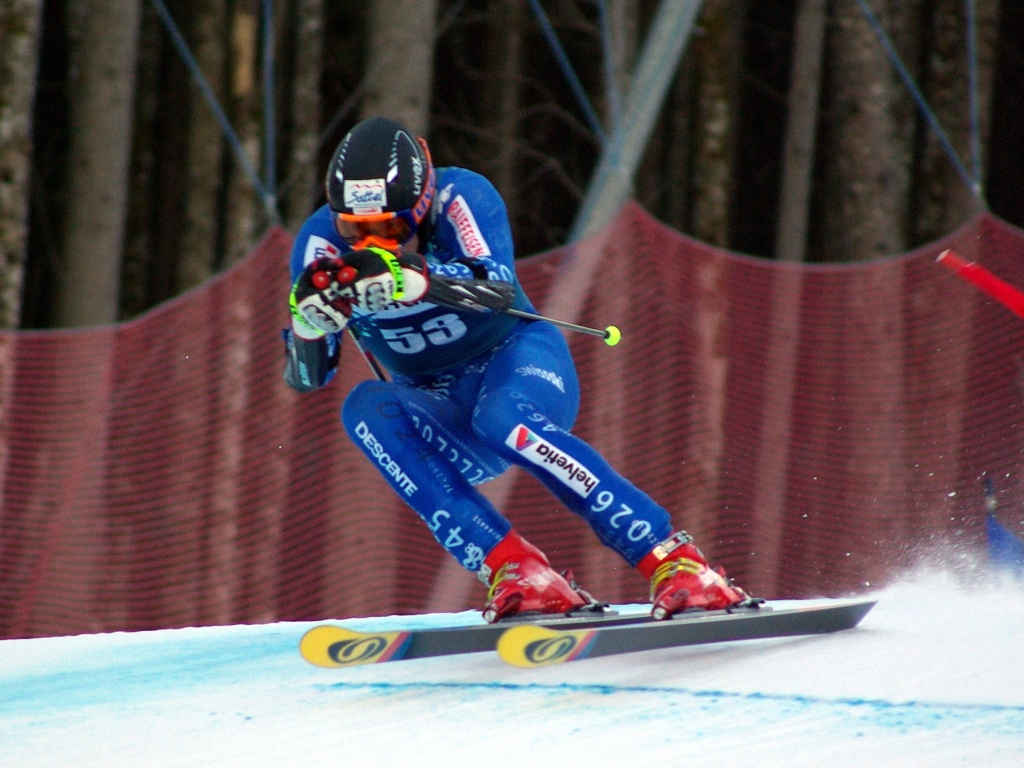
Vitus Lüönd in gara a Hinterstoder nel 2008

Lüönd, nato a Zugo e originario di Sattel, ha fatto il suo debutto in gare FIS il 13 gennaio 2000, disputando uno slalom speciale a Obersaxen e giungendo 59º. In Coppa Europa ha esordito il 26 gennaio 2005 a Tarvisio in discesa libera, senza completare la prova, e ha colto il primo podio nel supergigante di Hinterstoder del 10 gennaio 2008 (2º).
In Coppa del Mondo ha debuttato il 6 marzo 2009 nella discesa libera di Lillehammer Kvitfjell, concludendo al 50º posto; il 12 gennaio 2011 ha conquistato la sua unica vittoria in Coppa Europa nella discesa libera disputa a Patscherkofel e il 3 febbraio 2012 ha colto a Chamonix nella medesima specialità il suo miglior piazzamento in Coppa del Mondo (17º). Il 10 gennaio 2013 ha ottenuto l'ultimo podio in Coppa Europa, nella discesa libera di Wengen (3º).
Si è ritirato durante la stagione 2013-2014; ha preso per l'ultima volta il via in Coppa del Mondo in occasione della discesa libera di Beaver Creek del 6 dicembre (59º) e la sua ultima gara in carriera è stata la discesa libera di Coppa Europa disputata il 22 dicembre a Madonna di Campiglio, chiusa da Lüönd al 37º posto. Non ha preso parte né a rassegne olimpiche né iridate.

### Carriera da allenatore
Dopo il ritiro è divenuto allenatore nei quadri della Federazione sciistica della Svizzera.

## Palmarès

### Coppa del Mondo
- Miglior piazzamento in classifica generale: 113º nel 2012

### Coppa Europa
- Miglior piazzamento in classifica generale: 16º nel 2009
- 7 podi:
  - 1 vittoria
  - 2 secondi posti
  - 4 terzi posti

#### Coppa Europa - vittorie
| Data            | Località      | Paese   | Specialità |
| --------------- | ------------- | ------- | ---------- |
| 12 gennaio 2011 | Patscherkofel | Austria | DH         |

Legenda:

DH = discesa libera

### Campionati svizzeri
- 2 medaglie[2]:
  - 1 oro (discesa libera nel 2012)
  - 1 bronzo (supergigante nel 2012)